# Rehimena surusalis
Rehimena surusalis is een vlinder van de familie van de grasmotten (Crambidae). De wetenschappelijke naam van deze soort is voor het eerst voorgesteld als Botys surusalis door Francis Walker in een publicatie uit 1859.

## Verspreiding
De soort komt voor in India (Andamanen), Sri Lanka, Taiwan, Maleisië (Sarawak), Indonesië (Sulawesi, Java, West-Papoea), Australië (Queensland, Nieuw-Zuid-Wales) en Japan.

## Waardplanten
De rups leeft op Hibiscus syriacus en Hibiscus tiliaceus (Malvaceae).